# 阿弥陀寺 (千葉市中央区)
阿弥陀寺（あみだじ）は、千葉市中央区千葉寺町にある浄土真宗東本願寺派の単立寺院。山号は霊鷲山。伝統社寺建築の本堂・鐘楼堂・手水舎があり、客殿・会館・納骨堂がある。

## ギャラリー

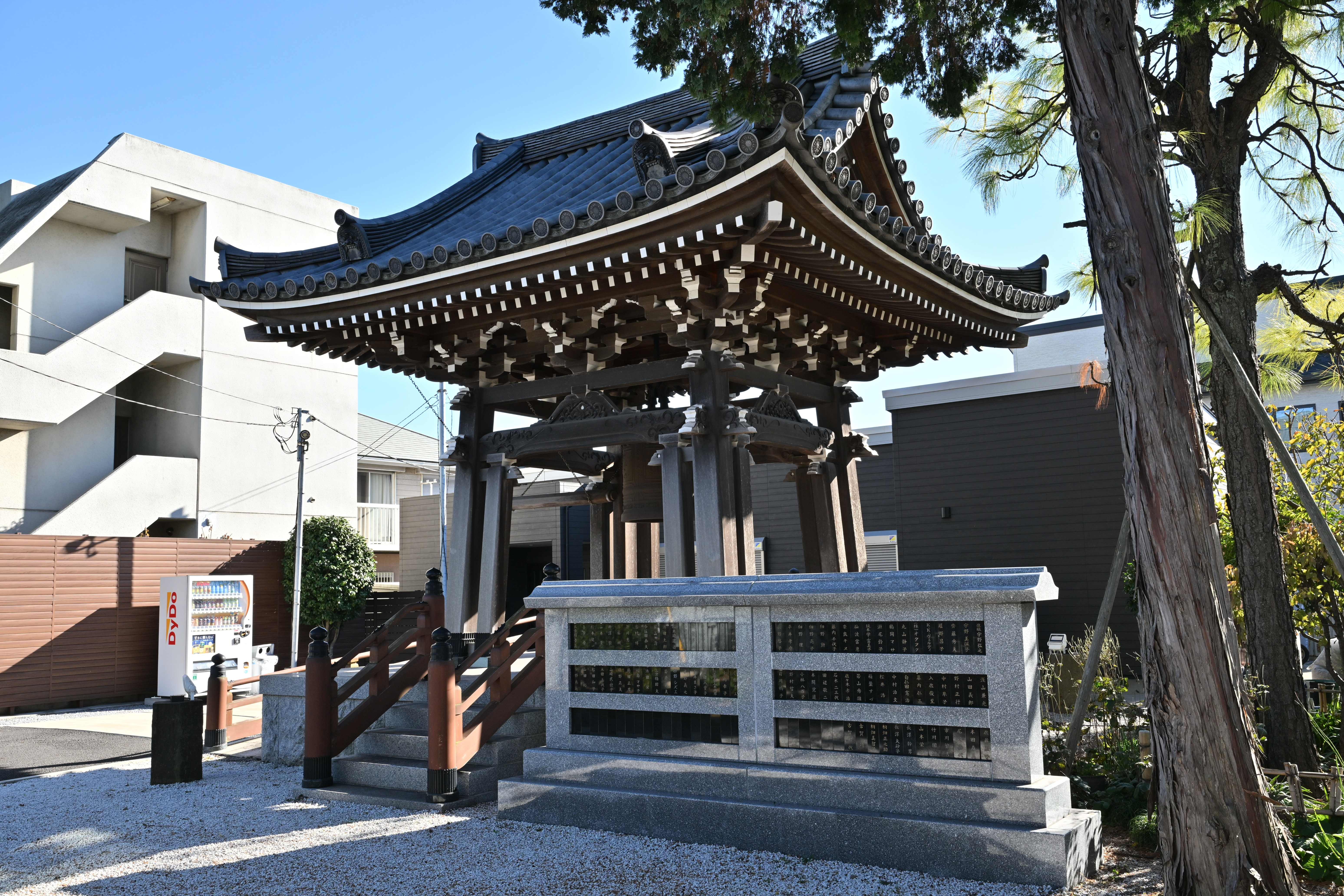
鐘楼
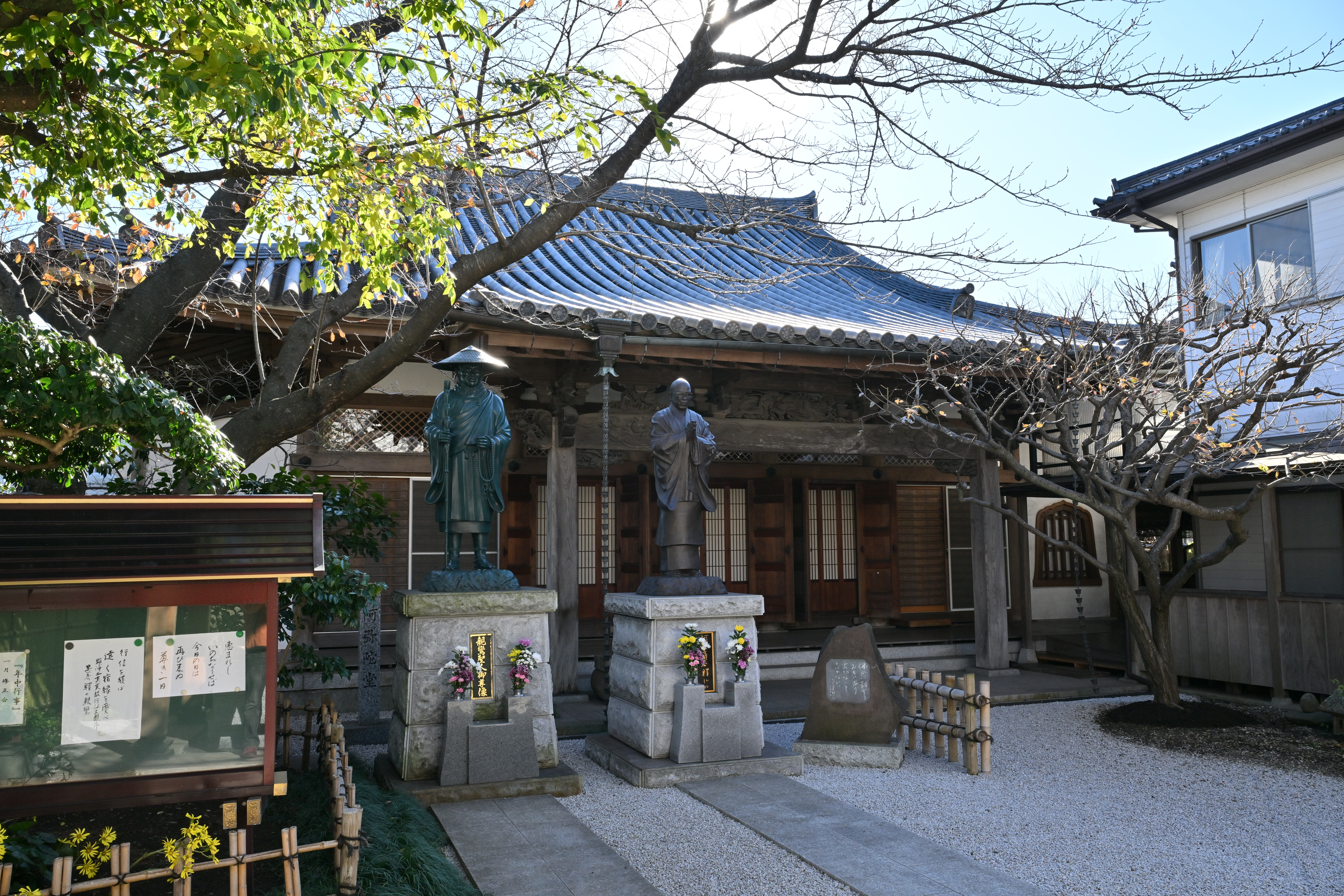
本堂
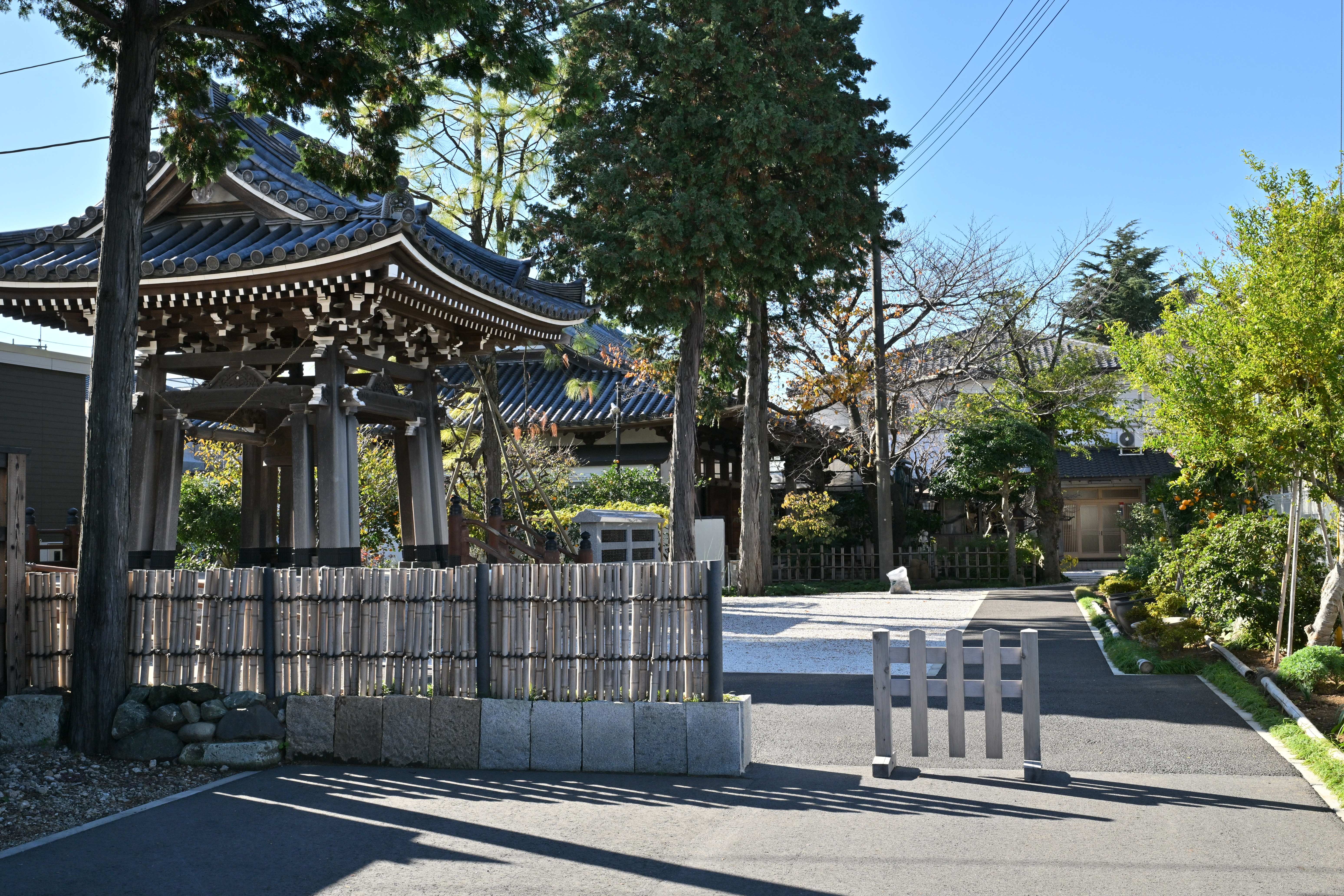
入口

## 所在地
- 〒260-0844 千葉県千葉市中央区千葉寺町33